# Катастрофа Boeing 737 в аеропорту Муан
29 грудня 2024 року в аеропорту Муан Південної Кореї сталася катастрофа літака Boeing 737, під час якої загинуло 179 осіб.
Рейс літака Boeing 737—800 авіакомпанії Jeju Air прибув до аеропорту Муан у Кореї з Бангкоку, Таїланд, на борту перебував 181 пасажир, більшість з яких — громадяни Південної Кореї, окрім двох жителів Таїланду. Під час приземлення, о 9:07 за місцевим часом, літак зійшов зі злітно-посадкової смуги та вибухнув. 179 осіб загинули. Два члени екіпажу, яких витягнули з-під завалів, вціліли.
За попередніми даними, причиною катастрофи могло бути зіткнення з птахом, що призвело до несправності літака. Спершу диспетчер відмовив у посадці, але за дві хвилини, отримавши сигнал Mayday, дозволив посадку на смузі з протилежного боку. Літак приземлився із прибраним шасі, але за кілька секунд врізався в бетонну стіну та вибухнув.
Катастрофа стала найбільшою авіаційною трагедією за всю історію в Південній Кореї. Вона також стала першою катастрофою із жертвами за 20-річну історію авіакомпанії Jeju Air.

## Розслідування
1 січня дані одного з самописців літака було вилучено, інший самописець відправили на розшифрування до США.
Згодом виявилося, що дві чорні скриньки літака із нез'ясованих причин припинили запис за чотири хвилини до катастрофи, це сталося приблизно за чотири хвилини після того, як пілот повідомив про зіткнення з птахами.
У березні два двигуни літака були відправлені до Франції на експертизу. Нещодавні висновки Ради з розслідування авіаційних і залізничних аварій Південної Кореї (ARAIB) показали, що екіпаж вимкнув лівий двигун, який не мав дефектів, замість правого, який був серйозно пошкоджений в результаті удару птаха.

## Жертви
- Всього на борту: 181
- Пасажирів: 175
- Екіпаж: 6
- Загинуло: 179[6]